# André Schlim
Ridder André Schlim (Waltzing-Bonnert (Groot-Aarlen), 7 februari 1926 - Brugge, 9 augustus 1999) was piloot en marine-officier, met een heroïsch traject tijdens de Tweede Wereldoorlog. Hij werd viceadmiraal en stafchef van de Belgische zeemacht.

## Levensloop
André Schlim was een zoon van Victor Schlim en Justine Dominicy. Hij liep middelbare school aan het Institut Sainte Marie in Aarlen. 
Hij trouwde in 1947 met Marie-Thérèse De Buysscher (Ronse, 1924 - Gent, 1993). Zij was de kleindochter van de Ronsense industrieel en politicus Oscar Thomaes. Ze hadden een zoon en twee kleinzonen.
Hij werd diep getroffen door de dood van zijn vrouw en overleed in Brugge op 9 augustus 1999. Zijn begrafenis, met militaire eer, vond plaats in Loppem, op 16 augustus 1999.

## Een jeugdige krijger
In december 1941, amper vijftien jaar, besloot hij zich aan te sluiten bij de Vrije Belgische Strijdkrachten in Groot-Brittannië. Zijn ouders verwittigde hij alleen maar door een briefje in hun brievenbus te stoppen, dat zij na zijn vertrek vonden. 
Hij vertrok naar Spanje maar werd in Frankrijk gearresteerd op de demarcatielijn. Hij werd zes maanden geïnterneerd in een door het regime van Vichy geleide tuchtkamp in de Jura. Hij kon ontsnappen, maar werd in Lyon weer opgepakt. Teruggestuurd naar het kamp in de Jura, werd hij er onderworpen aan zware straffen en werd gedwongen te werken in een brandstoffabriek. Hij ontsnapte opnieuw, dankzij valse papieren van een Belgische arbeider en burgerkleding van een Luxemburgse ingenieur. 
Na heel wat tegenslagen slaagde hij erin de Spaanse grens over te steken, en vervolgens, onder het mom van in Portugal te gaan studeren, de Portugese grens. In september 1942 kon hij aan boord gaan van een Sunderland-watervliegtuig dat hem naar Engeland bracht. Hij werd eerst drie weken geïnterneerd in de Patriotic School in Londen, waar de controle plaatsvond door de Britse contraspionagedienst MI5, van mensen die in Engeland aankwamen. 
Daarna ging hij zich ter beschikking stellen van de Belgische strijdkrachten en vroeg hij te mogen aansluiten bij de Royal Air Force. Er werd wat met hem gelachen met de bemerking dat de RAF geen kinderen rekruteerde. Hij vervalste dan maar even zijn identiteitspapieren en was voortaan twee jaar ouder, hetzij achttien jaar en solliciteerde bij de Belgische afdeling van de Royal Navy. Hij werd aangeworven en kreeg enkele maanden opleiding tot radio-operator.
Vervolgens scheepte hij in op de lichte kruiser Charybdis, die belast was met het escorteren van konvooien in de Atlantische Oceaan en de Middellandse Zee. Hij nam deel aan de geallieerde landing bij Salerno (Italië), in september 1943, tijdens de Operatie Avalanche. De maand daarop nam hij deel aan de Operatie Tunnel, die tot doel had de Duitse oorlogsboot Munsterland te onderscheppen, maar op 23 oktober werd de Charybdis getorpedeerd en zonk bij Sept-Îles, voor de kust van Bretagne. Van de 530 mannen aan boord overleefden er slechts 107 en Schlim was bij de gelukkigen. 
Teruggekeerd in Groot-Brittannië werd hij overgeplaatst naar de Britse marineluchtvaart. Hij werd naar Canada gestuurd en kreeg er een opleiding op de HMS Saint-Vincent, een opleidingsschip van de Fleet Air Arm. Eenmaal het brevet van piloot behaald, diende hij als jachtpiloot bij de squadrons 892 (Hellcats) en 806 (Seafires), gestationeerd in Ewington, Ierland. Hij vloog nachtjagerpatrouilles en anti-onderzeebootpatrouilles. In april 1945 crashte hij met een Hellcat tijdens een oefening, waardoor hij twee maanden in het ziekenhuis lag.
Hersteld, stond hij op het punt naar de Pacific te vertrekken, maar de oorlog met Japan eindigde toen, aldus de Tweede Wereldoorlog tot een einde brengend.

## Belgische zeemacht
Hij keerde naar België terug en trad toe tot de Belgische marine. Hij werd belast met mijnenveegoperaties en met het opruimen van mijnen in Belgische havens. 
Officier geworden, voerde hij het bevel over verschillende schepen op zee, met name de Bovesse, de Mechelen, de Artevelde en het opleidingsschip Kamina. Hij werd daarna lid van de marinestaf en bekleedde achtereenvolgens de functies van directeur Operaties, directeur Plannen en Programma's en logistiek assistent van de stafchef. Vervolgens nam hij het bevel over de Groep Operaties in Oostende en werd benoemd tot plaatsvervangend stafchef van de zeemacht. Weldra werd hij ook tweede adjunct-chef van de generale staf van het Belgisch leger. Op 1 oktober 1980 werd hij stafchef van de zeemacht en hield deze functie tot 1 januari 1986. Ondertussen was hij op 26 maart bevorderd tot viceadmiraal.

## IBIS-school
Viceadmiraal Schlim was vele jaren voorzitter van de Koninklijke IBIS, de zeevaartschool in Bredene. Onder zijn leiding werd een totale vernieuwing van de infrastructuur uitgevoerd, met de bouw van een internaat (1984), de aanleg van een speelplaats voor de jongere rekruten (1993) en een nieuwe woongelegenheid voor de oudere jongens (1995). Hij nam ook het initiatief tot het bouwen van een weekend- en vakantiehuis (nu het Huis André Schlim genoemd).

## Prins Laurent
Van 1986 tot oktober 1994 was Schlim mentor en adviseur van prins Laurent, die zelf zijn militaire dienst volbracht bij de zeemacht. Zijn aanstelling gebeurde op initiatief van koning Boudewijn, die hem hoogachtte.

## Eerbetoon
- In 1993 werd Schlim ten persoonlijke titel opgenomen in de Belgische adel, met de titel van ridder.
- Hij was houder van talrijke Belgische en buitenlandse onderscheidingen, waaronder 
  - grootkruis in de Kroonorde,
  - commandeur in de Leopoldsorde,
  - oorlogskruis met twee bronzen leeuwen,
  - kruis van de ontvluchten,
  - oorlogsmedaille 1939-45,
  - medaille van oorlogsvrijwilliger,
  - grootofficier in de Orde van Oranje-Nassau,
  - officier in de Ordre du Mérite (Frankrijk),
  - officier in de Verdienstorden (Duitsland),
  - de Atlantic Star,
  - de Italy Star,
  - de médaille de la France libérée.
- De gemeente Bredene kende hem de titel van ereburger toe.
- Het stadsbestuur van Aarlen noemde een straat naar hem.